# Apogonia viridimicans
Apogonia viridimicans är en skalbaggsart som beskrevs av Moser 1916. Apogonia viridimicans ingår i släktet Apogonia och familjen Melolonthidae. Inga underarter finns listade i Catalogue of Life.